# Abadín
Abadín és un municipi de la província de Lugo en la comunitat de Galícia. Limita amb els termes municipals de O Valadouro i Alfoz al nord, Mondoñedo i A Pastoriza a l'est, Cospeito al sud i Muras i Vilalba a l'oest.

## Festes
- Sant Pere se celebra a Aldixe, Labrada i Corvite al juny;
- Santa Isabel a Candía el primer diumenge de juny;
- Sant Pere en la parròquia d'Abadín el 26, 27 i 28 de juny.
- Nosa Señora do Rosario a Galgao;
- Santa Isabel el 29 de juliol a Corvite i Labrada;
- La nostra Senyora a Abeledo i a Montouto;
- Nosa Señora do Rosario el 7 i 8 d'octubre a Abadín;
- Romiatge del Rosari a Galgao, Goás i Baroncelle el 18 d'octubre;
- Nosa Señora dos Miragres a Fanoi el 24 de maig;
- Romiatge de Sant Cosme de Motaña a Galgao el 26 i 27 de setembre.

## Parròquies
| - Abadín (Santa María) - Abeledo (Santa María) - Aldixe (San Pedro) - Baroncelle (Santiago) - Cabaneiro (San Bertomeu) - Candia (San Pedro) - Castromaior (San Xoán) - Corvite (San Pedro) - Fanoi (Santa María Madalena) - Fraiás (San Pedro) | - Galgao (San Martiño) - As Goás (San Pedro) - A Graña de Vilarente (Santa María Madalena) - Labrada (San Pedro) - Moncelos (Santa María) - Montouto (Santa María) - Quende (Santiago) - Romariz (San Xoán) - Seivane de Vilarente (San Xoán) |

## Evolució demogràfica
| Evolució de la població d'Abadín - des de 1860 a 2004 - |        |        |        |        |        |        |        |        |        |        |        |
| 1860                                                    | 1900   | 1930   | 1950   | 1960   | 1981   | 1991   | 1995   | 1997   | 2001   | 2003   | 2004   |
| 5.307.                                                  | 5.005. | 5.590. | 6.352. | 6.129. | 4.881. | 3.920. | 4.004. | 3.650. | 3.399. | 3.326. | 3.256. |
| Fonts: INE i IGE                                        |        |        |        |        |        |        |        |        |        |        |        |

## Personatges il·lustres
- Aquilino Iglesia Alvariño